# Грана (Италия)
Грана (итал. Grana) — коммуна в Италии, располагается в регионе Пьемонт, в провинции Асти.
Население составляет 610 человек (2008 г.), плотность населения составляет 101 чел./км². Занимает площадь 6 км². Почтовый индекс — 14031. Телефонный код — 0141.
В коммуне 15 августа особо празднуется Успение Пресвятой Богородицы.

## Демография
Динамика населения:

## Администрация коммуны
- Телефон: 0141 92623
- Официальный сайт: comunedigrana@micso.net